# Iacov Averbuh
Iakov Averbuh (în rusă Я́ков Абра́мович А́вербух, n. 27 martie 1922, Chișinău, România – d. 17 septembrie 1998, Herzliya, Districtul Tel Aviv, Israel) a fost un grafician și ilustrator sovietic moldovean.

## Biografie
S-a născut în 1922 în Chișinău (pe atunci parte a României), într-o familie de evrei vorbitori de idiș. A studiat la școala de artă a lui Auguste Baillayre. I-a mai avut ca profesori pe Șneer Kogan și Alexandru Plămădeală. Studiile i-au fost întrerupte de ocupația sovietică a Basarabiei și Bucovinei de Nord. 
În al Doilea Război Mondial, a fost evacuat în Uzbekistan, fiind înrolat în Armata Roșie. Tatăl său a murit în război, iar mama și sora sa s-au căsătorit cu evrei polonezi și au emigrat în Israel. El a rămas în URSS, iar după război s-a întors la Chișinău, unde și-a finalizat studiile lă Școala de Artă. 
A început să lucreze ca ilustrator de cărți. Desenele pentru balada Miorița a lui Vasile Alecsandri i-au adus un mare succes, fiind admis în Uniunea Artiștilor din Moldova și, ulterior, în Uniunea Artiștilor din URSS.
În anii săi de maturitate, a studiat arta monumentală. A realizat un panou ceramic în satul Baurci. Multe lucrări de-ale sale au fost achiziționate de Muzeul Național de Artă al Moldovei, care deține în prezent aproximativ 40 de lucrări ale artistului. 
În perioada 1966-1971 a lucrat la Teatrul Evreiesc din Chișinău. În 1990 a emigrat în Israel, împreună cu familia. A decedat 8 ani mai târziu, la vârsta de 78 de ani. 